# 1991 RF6
1991 RF6 är en asteroid i huvudbältet som upptäcktes den 13 september 1991 av den amerikanske astronomen Henry E. Holt vid Palomarobservatoriet.
Asteroiden har en diameter på ungefär 3 kilometer.